# Zoisita
La zoisita es un mineral del grupo de los Silicatos, subgrupo Sorosilicatos y dentro de estos es del tipo epidotas. Como el resto de las epidotas, es un mineral estructuralmente complejo que tiene tanto tetraedros de silicato simples, SiO4, como tetraedros de silicato dobles, Si2O7. Es el dimorfo ortorrómbico de otro mineral con la misma fórmula, la clinozoisita (monoclínico).
Sinónimos muy poco usados en español de este mineral son illuderita, orthozoisita, saualpita o unionita.

## Historia
El mineral fue descrito por Abraham Gottlob Werner en 1805, que lo nombró en reconocimiento del naturalista carniolano Sigmund Zois, barón von Edelstein, que le había enviado sus especímenes desde Saualpe en Carintia. Zois, austríaco erudito quien financió expediciones de recolección de minerales, se dio cuenta de que se trataba de un mineral desconocido cuando le fue llevado por un comerciante de minerales, presuntamente llamado Simon Prešern, en 1797.
Hasta 1967 no se encontró la variedad azul en Tanzania, denominada por ello tanzanita a pesar de que no es otro mineral distinto sino una zoisita normal más pura, que tallada queda como una gema transparente brillante y de un hermoso color azul.

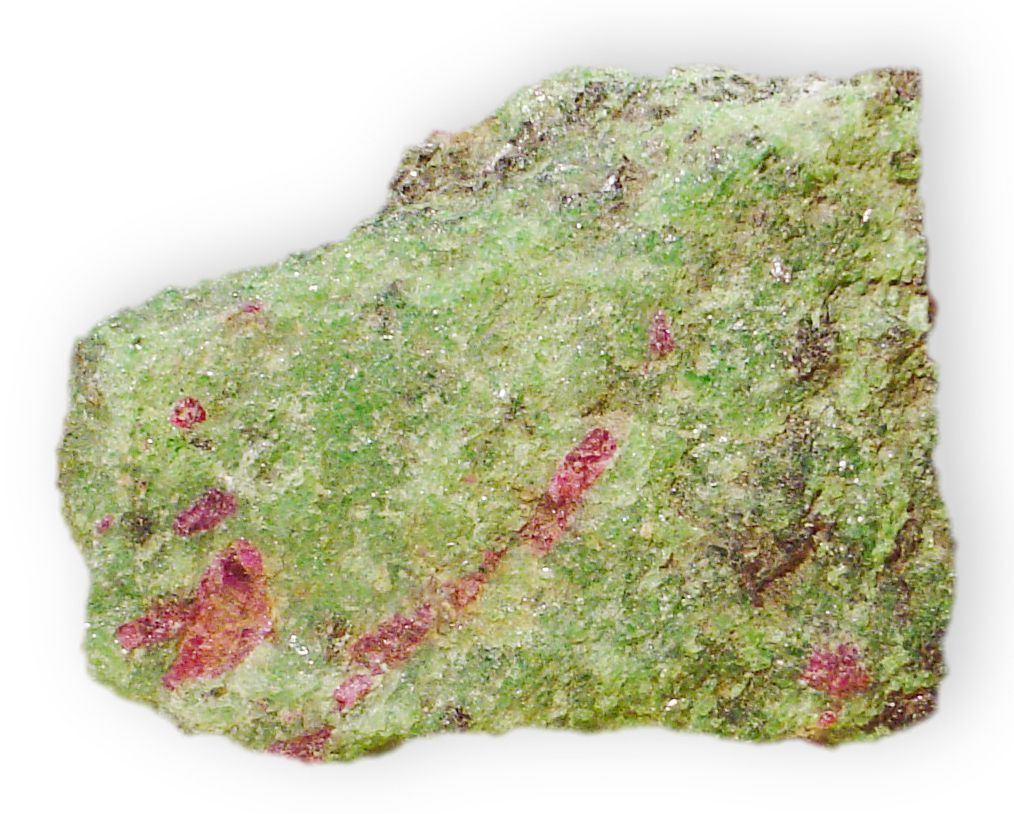
Anyolita con rubíes

La variedad thulita es usada como piedra preciosa, pero no tallada, sino que es pulimentada en perlas o cabujones.
La variedad anyolita es verde y casi siempre asociada a rubíes de grado medio, siendo muy popular como piedra ornamental; en ella los rubíes rojos a menudo se encuentran distorsionados y dispersos entre el hábito masivo de esta zoisita verde. Es una de las más coloreadas de entre las piedras ornamentales

## Ambiente de formación
Aparece en rocas de metamorfismo regional de grado medio, eclogitas y rocas metamórficas de facies de esquistos azules.
Normalmente aparece asociada a los siguientes minerales: calcita, biotita, hornblenda, cuarzo, corindón, andradita y otros minerales metamórficos, que son un criterio importante para identificar la zoisita (ya que es muy variable es hábito y color).

## Localización, extracción y uso
Es conocida desde hace unos dos siglos como piedra ornamental, si bien de distribución y uso muy limitados. La tanzanita puede ser tallada y usada como piedra preciosa, mientras que otras variedades pulimentadas son semipreciosas.
Se ha localizado en cantidades notables en Tanga (Tanzania), Ducktown (Tennessee, Estados Unidos), Suiza, India y Austria.